# توي بوب

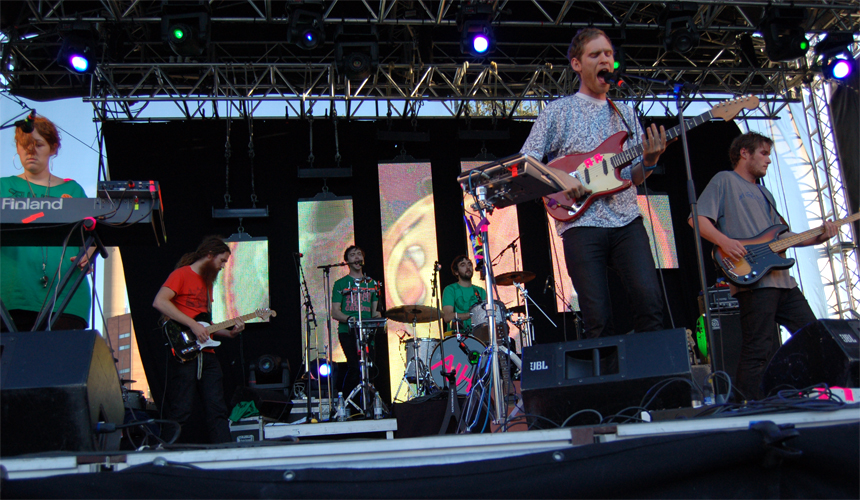
الهندسة المعمارية في هلسنكي تؤدي في مهرجان التدفق في هلسنكي ، فنلندا

التوي بوب Twee pop يعتبر احد الأنواع من ايندي بوب  ويكون التوي بوب مرتبط بألحان وكلمات بسيطة وجميلة ، وغالبًا ما يتم دمجها مع صوت موسيقى الجيتار. بداية التوي بوب كانت في عام 1986 عندما نشرت مجلة موسيقى اكسبرس الجديدة المجموعة "C86".